# Zemské volby v Braniborsku 2019
Zemské volby v Braniborsku v roce 2019 se budou konat 1. září, tedy v řádném termínu přibližně pěti let po volbách v roce 2014 a ve stejném termínu jako zemské volby v sousedním Sasku. Voleno bude 88 poslanců do braniborského zemského sněmu zasedajícího v Postupimi.

## Situace před volbami
Ve volbách v roce 2014 přesvědčivě vyhrála Sociálnědemokratická strana Německa (SPD, 31,9 % hlasů, 30 mandátů), jejíž zemský vůdce Dietmar Woidke po volbách složil koalici s třetí v pořadí Levicí (18,6 %, 17 mandátů) a jeho druhá vláda Dietmara Woidkeho vládla plných pět let. Hlavní opoziční stranou byla po volbách v roce 2014 Křesťanskodemokratická unie (CDU, 23 %, 21 mandátů) a v zemském sněmu byly ještě zastoupeny Alternativa pro Německo (AfD, 12,2 %, 11 mandátů), Svaz 90/Zelení (6,2 %, 5 mandátů) a Svobodní voliči (2,7 %, 3 mandáty).

### Předvolební průzkumy
Zhruba od začátku roku 2018 až do počátku léta 2019 ukazovaly předvolební průzkumy vyrovnaný souboj na prvních místech, kde se v pásmu mezi 16 % a 23 % střídaly na různých pozicích SPD, CDU, AfD a Levice – což by znamenalo oproti roku 2014 především výrazný propad SPD a výrazný nárůst AfD.